# Panorama des batailles de la Meuse

Le Panorama des batailles de la Meuse (ou Diorama des batailles de la Meuse) est une peinture monumentale réalisée par le peintre belge Alfred Bastien en 1935-1936. C'est le dernier panorama réalisé à une époque où le format devenait obsolète. Le diorama des batailles de la Meuse évoque l’offensive allemande de l’été 1914 dans la vallée de la Meuse. Œuvre longtemps oubliée et redécouverte dans les années 2010, le diorama des batailles de la Meuse offre au spectateur une vue plongeante sur la vallée de la Meuse au premier mois de la Première Guerre mondiale.

## Histoire du panorama
De 1936 à 1937,  Alfred Bastien avec son équipe de peintres composée de Charles Swyncop et Charles Bisschops réalise un immense diorama des batailles de la Meuse en 1914 à la demande de la ville de Namur. Le diorama est installé dans un bâtiment construit aux dimensions correspondantes au sommet de la citadelle de Namur. Le 1er mai 1937, le diorama est inauguré par les autorités civiles et militaires belges en présence de François Bovesse, gouverneur de la Province de Namur. Le diorama ne remporte toutefois qu'un succès relatif comme attraction touristique à Namur. 
En 1940, les Allemands lacèrent un des panneaux latéraux représentant la fusillade des martyrs de Dinant rendant sa restauration impossible et les toiles sont retirées du bâtiment situé à la citadelle de Namur. La toile principale est roulée et entreposée dans le théâtre de verdure à la citadelle.
En 1952, la ville de Namur donne le diorama au musée royal de l'Armée et de l'Histoire militaire de Bruxelles qui l'entrepose dans ses réserves. Bien que restauré en 1953, il ne sera par la suite plus exposé.
En 2010, la ville de Namur récupère le Panorama des batailles de la Meuse. L'immense toile est alors restaurée par des artistes de l'Institut Royal du Patrimoine artistique et avec l'appui logistique de l'armée belge en vue de la réinstaller dans le bâtiment construit à son intention. Toutefois, l'exposer au grand public s'avère impossible car aucun lieu ne peut l'accueillir sans risque d'endommagement. C'est pourquoi, en 2017, la ville de Namur investit près de 50.000 € dans un documentaire sur l'Internet qui permet désormais de revisionner la scène des batailles de la Meuse peinte par Alfred Bastien accompagnée d'explications historiques.

## Description
D'une longueur de 72 m et d'une hauteur de 8,5 m, le panorama représente une surface de 600 m2. Il ne constitue pas un panorama au sens strict car il n'offre pas une vue à 360°, c'est pourquoi il s'agit plutôt d'un diorama. À l'origine, la toile était accompagnée d'un faux-terrain constitué d'éléments en carton donnant au panorama plus de profondeur.
Le tableau principal est divisé en scènes qui, chacune, évoque un moment les semaines tragiques de l’agression allemande en août 1914. De gauche à droite, sont représentées les moissons de l’été dans le pays de Liège avec ses collines et ses forts, la mobilisation, la défense des forts de Namur, Namur et Dinant en flammes, le Rocher Bayard jusqu’à l’arbre mort, symbole des victimes de la guerre.
Deux immenses tableaux latéraux représentaient l'un les massacres de Dinant et l'autre la reprise du fort de Douaumont à Verdun par les Français.
Dans sa philosophie, le panorama met en évidence l'agression allemande et les malheurs de la guerre infligés aux cités mosanes et à ses populations. Sa réalisation intervient dans un contexte d'une montée des périls émanant de l'Allemagne hitlérienne.